# Izak Nożyk
Izak Nożyk, także Izaak (ur. ?, zm. 23 października 1949 w Tel Awiwie) – polski aktor żydowskiego pochodzenia. 

## Życiorys
Zasłynął głównie z ról w przedwojennych żydowskich filmach i sztukach teatralnych w języku jidysz. Założyciel i reżyser rubasznych rewiowych przedstawień w teatrzyku Sambation, początkowo w Wilnie, od 1926 w Warszawie.
W 1933 wyemigrował do Palestyny, gdzie objął stanowisko dyrektora teatru komediowego Ha-matate. W 1944 założył teatr rewiowy Li-La-Lo (nazwa miała nawiązywać do warszawskiego kabaretu Qui Pro Quo).

## Filmografia
- 1929: W lasach polskich